# Cleisostoma williamsonii
Espèce
Synonymes
- Cleisostoma demangei (Guillaumin) Garay
- Cleisostoma elegans Seidenf[1].
- Cleisostoma elongatum (Rolfe) Garay
- Cleisostoma hongkongense (Rolfe) Garay
- Cleisostoma sacculatum (Ridl.) Garay
- Cleisostoma weberi (Ames) Garay
- Echioglossum elegans (Seidenf.) Szlach[2].
- Echioglossum sacculatum (Ridl.) Szlach.
- Echioglossum williamsonii (Rchb.f.) Szlach.
- Saccolabium sacculatum (Ridl.) Ridl.
- Sarcanthus demangei Guillaumin
- Sarcanthus elongatus Rolfe
- Sarcanthus flaccidus J.J.Sm.
- Sarcanthus hongkongensis Rolfe
- Sarcanthus sacculatus Ridl.
- Sarcanthus weberi Ames
- Sarcanthus williamsonii Rchb.f.

Cleisostoma williamsonii est une espèce de plantes de la famille des Orchidaceae.
L'espèce est trouvée en Asie (sous-continent indien, Chine, Indochine, Malaisie).
Le nom en chinois de la plante est Hóng huā gé jù lán.

## Publication originale
- Leslie Andrew Garay, On the Systematics of Monopodial Orchids I. Botanical Museum Leaflets, (Bot. Mus. Leafl.), 23, 1972, p. 176.